# Climatizador

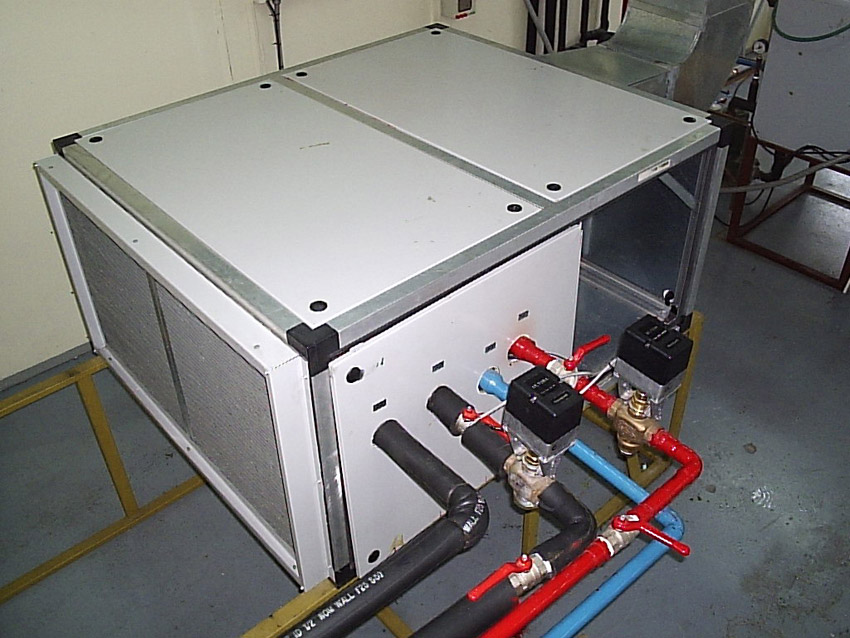
Climatizador de 15 kW

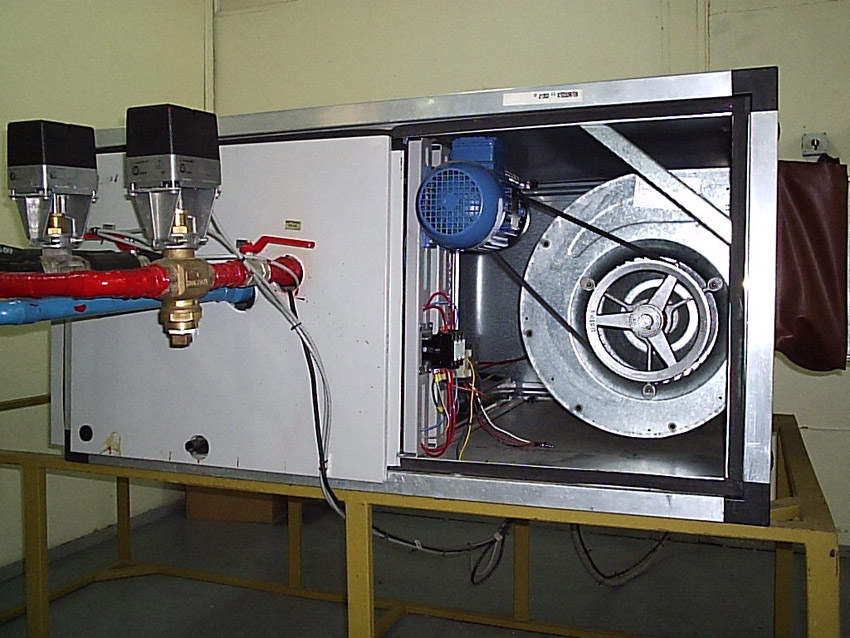
Climatizador con gabinete abierto para inspección del ventilador centrífugo

Un climatizador, también llamado unidad manejadora de aire (UMA) o Unidad de tratamiento del aire (UTA, en la normativa española), es el aparato fundamental en el tratamiento del aire en las instalaciones de climatización, en cuanto a los caudales correctos de ventilación (aire exterior), limpieza (filtrado), temperatura (calentamiento o enfriamiento) y humedad (humectando en invierno y deshumectando en verano).
Por sí mismos no producen calor ni frío, que les llega de fuentes externas (caldera o máquinas frigoríficas) por tuberías de agua o gas refrigerante. Puede, no obstante, haber un aporte propio de calor mediante resistencias eléctricas de apoyo incorporadas en algunos equipos.
Consta de una entrada de aire exterior, un filtro, un ventilador, uno o dos intercambiadores de frío/calor un humidificador (para invierno), y un separador de gotas.

## Objetivo y funcionamiento
El climatizador es capaz de tratar los tres parámetros elementales de la calidad del ambiente climatizado que se resumen en: renovación y limpieza del aire (bajo contenido de partículas, polvo, en suspensión), control de la temperatura (tanto en verano como en invierno) y de la humedad relativa adecuadas. Su objetivo es suministrar un caudal de aire tratado o acondicionado para ser distribuido por una red de conductos a los espacios habitados.

## Componentes
Para dicho uso su constitución varía según fabricante y solicitación. Debe advertirse que, en función de uso, no todos los climatizadores tienen todas las partes que se relacionan a continuación:

### Entrada de aire y mezcla
El aire que ha de ser tratado en el climatizador puede ser:
- Aire exterior: Para que el sistema cumpla con uno de los cometidos de la climatización, que es la ventilación, el climatizador se encarga de introducir el aire de renovación y, tras su tratamiento, enviarlo a los locales.
- Aire mezclado: En general, el caudal de aire necesario para transportar la energía térmica es mayor que el necesario para la ventilación y, por otro lado, el aire retornado de los locales es aire ya tratado, y contiene energía térmica que conviene aprovechar; por ello, en ciertos casos, además de tomar aire exterior, el climatizador toma aire de los conductos de retorno y lo mezcla con el aire de ventilación (aire primario), tratando conjuntamente la mezcla antes de introducirlo en los locales en las condiciones adecuadas.

Para mezclar el aire exterior y el recirculado, el climatizador tiene un ventilador que aspira el aire de retorno y lo lleva a una cámara o caja de mezcla en la que, por medio de compuertas motorizadas, se dejan pasar caudales adecuados de uno y otro conforme a las exigencias de caudal de aire de ventilación, a las condiciones del aire de retorno y a las necesidades de los locales. Previamente a la caja de mezcla, hay una compuerta por la que el ventilador expulsa al exterior la fracción de aire de retorno sobrante, caudal que es igual al necesario para ventilación o renovación.
No siempre se utiliza la mezcla de aires, porque el aire recirculado puede no estar en adecuadas condiciones (olores, bacterias...) y entonces solamente se trata el aire exterior (aire primario) pero, para no tener que introducir caudales excesivos de aire exterior, debe llevarse la energía térmica que falta, por medio de conducciones de agua, a elementos terminales (ventiloconvectores, inductores).

### Batería de filtros
Los filtros de aire retienen las partículas en suspensión limpiando el aire a impulsar. El tipo de filtro varía conforme sean las exigencias de pureza. A modo de ejemplo, no es lo mismo el aire que puede circular por un edificio de oficinas que el de un hospital, y éste es distinto también entre las salas de hospitalización y un pabellón quirúrgico. De esta manera, y a mayor exigencia en la labor de filtrado del aire, no solo se debe limpiar el aire de partículas de distintos tamaños, sino también eliminar microorganismos con la adición de filtros especiales como los filtros electrostáticos y los de carbón activado para la eliminación de olores.

### Baterías de frío y calor

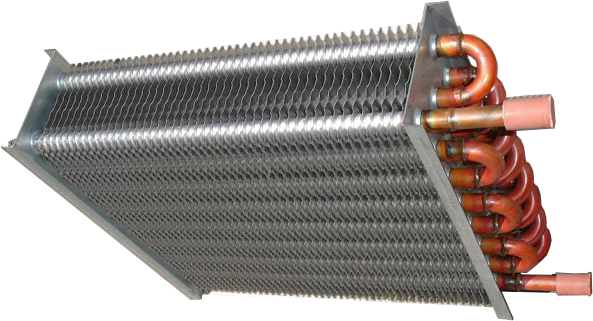
Batería de intercambio de calor.

Las baterías de frío y calor son intercambiadores de calor que consisten en serpentines con aletas por los cuales circula agua, fluido tratado por elementos o máquinas térmicas auxiliares al climatizador. El agua fría se obtiene en una enfriadora de agua o chiller que, evapora un refrigerante en un evaporador de placa o doble tubo, y enfría el agua hasta una temperatura apta para el proceso. Este serpentín suele estar antes —en sentido del flujo de aire a través del climatizador— que el de calor, con la finalidad de condensar la humedad ambiente excedente sobre el serpentín. El agua caliente que circula por el serpentín de calor se suministra desde una caldera o aprovechando el calor sobrante de la enfriadora, si solo se trata de regular la humedad en tiempo cálido. En la actualidad se están utilizando combinaciones de caldera, bombas de calor y colectores solares en pos de la eficiencia energética.
Las tuberías de agua que conectan a los serpentines, tanto fría como caliente, deben tener válvulas motorizadas de manera que la temperatura (agua mezclada) o el caudal (válvula partidora de tres vías) de agua sea proporcional a lo requerido por los termostatos o entalpímetros, según sean los elementos de control.
Y en instalaciones menores, donde la implantación de unidades auxiliares como enfriadores de agua y calderas resulta costosa e injustificada, se utiliza a veces un sistema de refrigeración de expansión directa para la batería de frío y otro de resistencias eléctricas para calefacción por efecto Joule. No obstante lo anterior, los costos operativos de este tipo de equipos son elevados.

### Control de la humedad
El control de la humedad en verano se hace en la batería de refrigeración, en cuyas aletas condensa el exceso de vapor de agua, pero en invierno es necesario un humidificador, o humectador, que puede ser de varios tipos (placas, membrana...) y siempre, un separador de gotas, que impide que el agua condensada o del humidificador, en forma de gotas, entre en el circuito de distribución.
Estos dispositivos requieren una bandeja de recogida de agua condensada, con salida a desagüe, y el humificador de un suministro de agua limpia.

### Batería de poscalentamiento
Sirve para recalentar el aire tras pasar por la sección de humectación. Efectivamente, si el aire se calentase desde el primer momento (batería de calentamiento) a la temperatura de impulsión, se correría el riesgo de que absorbiera más humedad de la debida y, como se impulsa a una temperatura unos 10 °C más alta que la requerida en el ambiente, al enfriarse podría dar un ambiente muy húmedo e incómodo e incluso llegar al punto de rocío.

### Ventilador
Es el elemento mecánico que debe generar el caudal y alcanzar la presión estática necesarios para hacer circular el aire acondicionado por la red de conductos de la instalación.
En los climatizadores puede haber dos ventiladores: uno para la impulsión del aire hacia los locales y otro de retorno en la entrada del aire al climatizador, para vencer las cargas de los circuitos de retorno. A menudo solo hay uno, el de impulsión.
Si bien es cierto que los ventiladores axiales son los que generan mayor caudal de aire, su configuración física y bajo par motor los deja por debajo de los ventiladores centrífugos (a veces llamados sirocos) cuya capacidad de dar mayor presión estática los convierte en adecuados para este tipo de equipos, ya que el aire debe circular a través de los filtros, baterías de frío y calor y redes de conductos, en los que sufre pérdidas de presión, hasta los distintos difusores del sistema.

### Distribución de aire
Una vez tratado el aire, se distribuye por los locales mediante una red de conductos y sus correspondientes rejillas, difusores, etc.

## Eficiencia energética

### Eficiencia de las bombas
Una de las grandes aplicaciones de los variadores de frecuencia en instalaciones de climatización está ligada a motores en equipos climatizadores cuando la instalación requiere menor caudal de aire en circulación, esto debido a una menor carga térmica o menor ocupación de la instalación. Para esto, el variador de frecuencia hace que el motor gire a menor velocidad angular con el consecuente ahorro energético por baja carga, disminuyendo el caudal total de aire en régimen. Por su parte, es posible restringir parcial o totalmente determinados conductos de ventilación por medio de compuertas servoasistidas o dumpers con la finalidad de mantener la misma velocidad y caudal de descarga requeridos en los espacios que se siguen climatizando a plena carga.

### Recuperadores de calor
Aunque no es parte de los climatizadores, sino de la instalación en general, como es importante para el ahorro energético, se describen aquí.
Como es sabido, es necesario ventilar las viviendas, locales comerciales, oficinas, etc., pero cuando la temperatura exterior ronda los 0 °C o menos, calentar el aire hasta los 21 °C exige mucha energía; para mejorar el proceso existe el recuperador de calor (o recuperador de energía), un aparato que aprovecha el calor del aire expulsado para precalentar el aire que se tratará en el climatizador y luego se introduce en los locales.
Cuando se ventila un local en invierno normalmente existe una extracción y un aporte de aire, por lo tanto se «tira» aire caliente a la calle y se sustituye por aire frío que se toma del exterior, dando un trabajo extra al sistema de calefacción. Si se usa un recuperador de calor la cosa cambia, el aire que se extrae del local, antes de «tirarlo» a la calle se hace pasar por un intercambiador donde cede parte de su calor al aire que entra del exterior.
En el verano cuando funciona el sistema de refrigeración también existe una «recuperación de frío» con el mismo sistema, y por lo tanto se ahorra energía/dinero durante todo el año.
Es importante destacar que en el recuperador de calor no existe intercambio de aire, solamente de calor.